# Scorpius-Centaurus-Assoziation
Die Scorpius-Centaurus Assoziation, auch Sco-Cen genannt,
ist die der Sonne nächstgelegene Sternassoziation aus Sternen der Spektralklassen O und B. Wie einige andere Assoziationen heller Sterne mit einer Entfernung von unter 500 Parsec ist sie ein Teil des Gouldschen Gürtels.

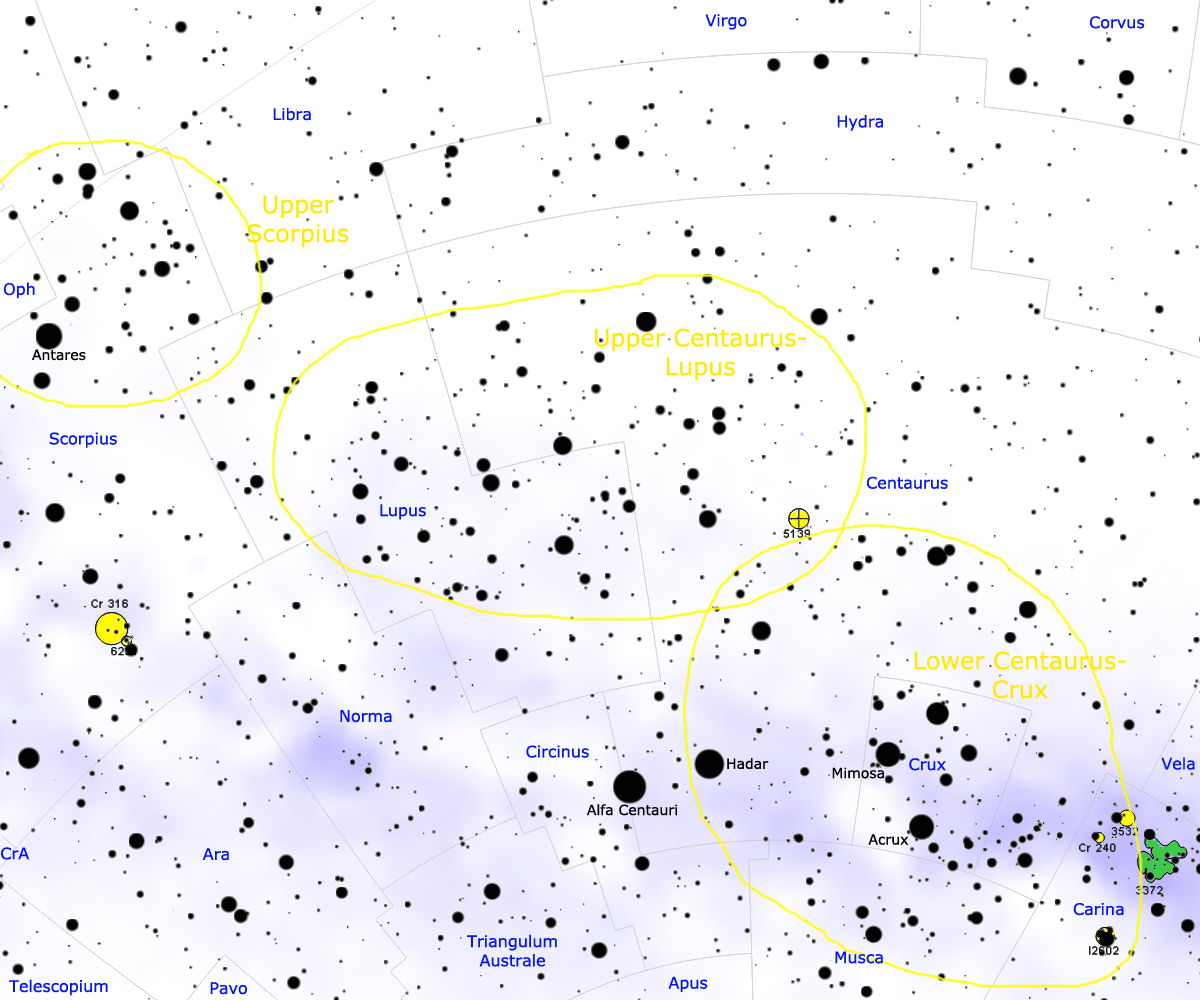
Scorpius-Centaurus Assoziation

Diese Stern-Assoziation besteht aus den drei Untergruppen Upper Scorpius, Upper Centaurus-Lupus und Lower Centaurus-Crux. Ihre durchschnittlichen Entfernungen reichen von 380 bis 470 Lichtjahren.
Das Alter der Untergruppen bewegt sich zwischen 5 Millionen Jahren (Upper Scorpius) und ungefähr 15 Millionen Jahren (Upper Centaurus-Lupus und Lower Centaurus-Crux). Viele helle Sterne in den Sternbildern Scorpius, Lupus, Centaurus und Crux sind Mitglieder der Sco-Cen Assoziation. Antares, der schwerste Stern und als einziger Roter Überriese von Upper Scorpius, sowie die meisten der Sterne im Südlichen Kreuz und hunderte anderer Sterne mit Massen von 15 Sonnenmassen bis hinunter zu Braunen Zwergen
gehören zu Sco-Cen. Die Gesamtzahl Sterne jeder Untergruppe bewegt sich zwischen 1000 und 2000 Stück.
Die Sterne in Sco-Cen haben konvergente Eigenbewegungen von 0,02 bis 0,04 Winkelsekunden pro Jahr. Das deutet darauf hin, dass sich die Sterne fast parallel zueinander mit 20 km/s gegenüber der Sonne bewegen. Die Geschwindigkeitsdispersion der Sterne in den Untergruppen liegt bei kleinen 1 bis 2 km/s,
und die Gruppe ist nicht gravitationsgebunden. In den letzten 15 Millionen Jahren entstanden verschiedene Supernovae, die um die Gruppe eine Reihe von expandierenden Gasblasen zurückließen, einschließlich der Loop-I-Superblase.
2019 wurde interstellares Eisen von Münchner Forschern in der Antarktis entdeckt, welches der Lokalen Interstellaren Wolke zugeschrieben wurde, die in der Nähe der Sco-Cen Assoziation entstanden sein könnte.